# Paul Klebnikov
Paul Klebnikov (3 juin 1963 à New York - 9 juillet 2004 à Moscou) est un journaliste américain d'origine russe. 
En avril 2004, il devient l'éditeur de la version russe du magazine Forbes. En juillet de la même année, il est assassiné à Moscou. L'hypothèse d'un groupe criminel tchétchène, agissant sur commande du militant indépendantiste Hodj-Akhmed Noukhaev, a été émise. Ce dernier aurait été fâché par la publication d'entretiens qu'il a eu avec Klebnikov (publication en russe, sous le titre Conversation avec un barbare)

## Biographie

### Jeunesse et formation
Paul Klebnikov est né à New York dans une famille d'émigrés russes ayant une longue tradition militaire et politique : son arrière-arrière-grand-père Ivan Pouchine avait participé à la révolte des Décembristes de 1825 et fut exilé en Sibérie. Son grand-père, un amiral de la flotte des Armées blanches de la Russie, a été assassiné par les bolcheviks. 
Enfant, il est réputé casse-cou. Il va par exemple se baigner et nager durant les ouragans,. 
Il fréquente la St. Bernard's School de Manhattan puis la Phillips Exeter Academy et est diplômé de l'Université de Californie, Berkeley avec un baccalauréat en sciences politiques en 1984. 
Il s'enrôle ensuite dans l'école des officiers de la marine (Officer Candidates School ; United States Marine Corps) semble-t-il pour se tester, mais refuse finalement le poste qu'on lui propose. 
Au lieu de cela, il reprend des études pour obtenir un doctorat à la London School of Economics, où il remporte le « Prix Leonard Schapiro » pour l'excellence de ses études russes. La thèse de doctorat de Klebnikov porte sur Piotr Stolypine, Premier ministre réformateur tsariste. En 1987-88, il enseigne à l'Institut d'études européennes à Londres. 
Le 22 septembre 1991, il épouse Helen "Musa" Train, fille d'un riche banquer de Wall Street (John Train) avec laquelle il aura trois enfants.

### Relations avec la Russie
En 1989, Klebnikov rejoint le magazine américain Forbes et y acquiert une réputation d'enquêteur spécialisé concernant les milieux mafieux russes, et les pratiques de corruption dans le contexte trouble de la libéralisation et des campagnes de privatisation de l'économie russe lors de la période post-soviétiques troubles, période qui a vu l'apparition d'une classe de nouveaux riches dits oligarques auxquels Klebnikov s'intéresse. 
En 1996, la une du magazine Forbes est un article intitulé « Parrain du Kremlin ? ", qui compare les manières du magnat russe Boris Berezovsky à celles de la mafia sicilienne. L'article est anonyme, mais Klebnikov est généralement considéré comme son auteur. Il aurait aussitôt reçu des menaces de mort. Il marque alors une pause dans ses relations à la Russie et part vivre avec sa famille à Paris.
Le milliardaire Berezovsky poursuit ensuite le journal Forbes pour diffamation devant un tribunal britannique. Comme l'affaire concerne un magazine américain et un citoyen russe et que la plainte est déposée au Royaume-Uni, certains parleront de diffamation touristique,,. Berezovsky (en 2003) gagne un retrait partiel de l'histoire ,.
Pendant ce temps, Klebnikov poursuit son enquête et publie le contenu élargi de son article dans un livre (intitulé Godfather of the Kremlin : Boris Berezovsky and the Looting of Russia) publié en 2000 dans lequel il présente le magnat russe comme un parrain au Kremlin ayant contribué au pillage des actifs économiques de la Russie dans les années 1990 ,. Le contenu de ce livre pourrait avoir comme source des entretiens faits avec Alexandre Korjakov, l'ancien chef de la sécurité de Boris Eltsine quand ce dernier était président ; le livre présente l'achat des actifs russes lors de la vague de privatisation lancé par Eltsine comme « le casse du siècle ». Il détaille différents mécanismes présumés de corruption des milieux d'affaires russes, en se concentrant notamment sur Berezovsky.   
Le livre a eu relativement peu d'écho dans les milieux journalistiques. Un critique du New York Times l'a salué comme « très détaillé » et  « réellement en colère » alors que des journalistes russes ont critiqué le recours à un responsable de l'ex-KGB responsables comme source d'information. Un critique russe l'a décrit comme « une collection de ragots ».
En 2003, Klebnikov publie un second livre sur la région, intitulée « Conversation avec un Barbare » sous-titré « Interviews with a Chechen Field Commander on Banditry and Islamn », transcription d'un long entretien avec le chef rebelle tchétchène Khozh-Ahmed Noukhayev enregistré à Bakou (Azerbaïdjan) dans lequel Noukhayev donne son point de vue sur l'islam et la société tchétchène. 
Cette même année 2003, Klebnikov se voit proposer le poste de premier rédacteur en chef de l'édition russe de Forbes. Parce que sa femme et ses enfants ne voulaient pas l'accompagner en Russie, Klebnikov leur promet qu'il prend le poste pour un an seulement.   
Le magazine n'a produit que 4 numéros avant sa mort, dont un article portant sur les oligarques (les 100 personnes les plus riches de Russie), qui selon certains commentateurs, pourraient avoir été la cause de son assassinat.
D'après l'écrivain français Emmanuel Carrère, qui dit être le cousin de Paul Klebnikov dans son essai Limonov, Klebnikov aurait par ailleurs considéré la Première guerre de Tchétchénie comme motivée par la volonté des hauts gradés de l'armée russe de dissimuler l'ampleur des ventes d'armes et de matériel au marché noir qui les aurait enrichis. 
Toujours selon Carrère, Klebnikov considérait également, tout comme l'oligarque Boris Bérézovski, ou encore l'ancien agent du FSB Alexandre Litvinenko, les attentats de 1999 en Russie comme l'oeuvre des services secrets russes, le FSB : il s'agirait d'un coup monté destiné à justifier devant l'opinion la Seconde guerre de Tchétchénie.

### Assassinat
Le 9 juillet 2004, alors qu'il quittait les bureaux du magazine Forbes tard dans la nuit, Klebnikov est attaqué dans une rue de Moscou par des inconnus. 
Ces derniers tirent sur lui à partir d'une voiture roulant lentement. Klebnikov est gravement blessé par quatre balles. Il a survécu un certain temps à ses blessures, mais est mort à l'hôpital après avoir été transporté dans une ambulance où manquait une bouteille d'oxygène, et après que l'ascenseur qui l'emmenait à la salle d'opération de l'hôpital est tombé en panne.  
Les autorités russes ont décrit l'attaque comme effectuée par un tueur à gages. Selon l'éditeur russe du journal Forbes, son assassinat est sans aucun doute lié à ses activités de journalisme Plusieurs commentateurs ont émis l'hypothèse qu'un article, à l'époque récent, du magazine sur la Russie des 100 personnes les plus riches peut avoir été une des raisons de l'attaque.

### L'enquête russe
En 2006, les procureurs russes ont accusé le chef rebelle tchétchène Akhmed Khozh-Nukhayev (objet de l'un des livres de Klebnikov) d'avoir commandité l'attaque. 
Trois Tchétchène (Kazbek Dukuzov, Musa Vakhayev, and Fail Sadretdinov) ont été arrêtés et jugés (dans un procès à huis clos) pour cet assassinat, mais tous trois ont été acquittés. 
Sadretdinov a ensuite été arrêté et condamné pour d'autres motifs à neuf ans d'emprisonnement, alors que Vakhayev et Dukuzov ont vu leur acquittement annulé par la Cour suprême de la fédération de Russie, ce qui relance les poursuites contre eux
En juillet 2007, à l'occasion du « troisième anniversaire » de l'assassinat, le Département d'État américain a protesté contre l'incapacité persistante du gouvernement russe à retrouver les auteurs de ce crime, appelant à une enquête plus approfondie. Le président américain George W. Bush a aussi appelé directement le président russe Vladimir Poutine à l'action.
Vakhayev et Dukuzov devaient être rejugés en 2007 (à nouveau dans un procès à huis clos), mais le 17 décembre, le procès a été reporté à nouveau en raison de l'absence de Dukuzov,.
En juillet 2009, les autorités russes ont rouvert l'enquête sur cet homicide, déclarant qu'elles ne croyaient plus que Nukhayev avait orchestré l'assassinat, mais qu'il a néanmoins joué un certain rôle dans l'attaque.

## Héritage
En 2004, le Comité pour la protection des journalistes a offert à titre posthume à Klebnikov l'un des quatre premiers Prix CPJ International Press Freedom Awards , qui récompense les journalistes les plus courageux et intègres et défend la liberté de la presse.
Une "Fondation Paul Klebnikov"  a été créé en la mémoire de P. Khlebnikov. Elle décerne un prix annuel du courage aux journalistes et aide de jeunes journalistes russes à trouver des stages dans les médias occidentaux,.
D'anciens camarades de classe de Klebnikov (d'Exeter) ont lancé un cycle de « conférence annuelle Klebnikov » pour honorer sa mémoire. La première Conférence Klebnikov a eu lieu le 12 mai 2006, notamment commentée par Jon Karp, ancien de l'école d'Exeter et correspondant du Wall Street Journal.

## Publications

### En anglais
- Godfather of the Kremlin : The Decline of Russia in the Age of Gangster Capitalism, Harcourt, 2000, 400 p. (ISBN 0-15-601330-4)
- Conversation with a Barbarian : Interviews with a Chechen Field Commander on Banditry and Islam, 2003

### Traduction en français
- Parrain du Kremlin : Boris Berezovski et le pillage de la Russie [« Godfather of the Kremlin: The Decline of Russia in the Age of Gangster Capitalism »], Paris, éditions Robert Laffont, 2001, 455 p. (ISBN 2-221-09426-3), traduit par Pierre Lorrain.